# Invisible Connections
Invisible Connections is een studioalbum uit laat 1985 van Vangelis, zijn negende 'artiestenalbum' onder die naam.
Invisible Connections is nog steeds het grote raadsel binnen het oeuvre van Vangelis. Vangelis liet en laat niets los over zijn muziek en ook de album-sleeve vermeldt behalve de titels van de stukken niets. Op dit album kan geen sprake meer zijn van nummers: het album bestaat uit drie lange stukken en is ingedeeld bij de klassieke muziek. Het verscheen op het Duitse platenlabel Deutsche Grammophon, een label gericht op klassieke muziek. Zo werd Vangelis ineens 'stalgenoot' van Herbert von Karajan en de Berliner Philharmoniker. De muziek op Invisible Connections verschilt daar echter hemelsbreed van. Het album bevat zeer experimentele elektronische muziek, die qua klanken terugvoert naar het begin van die stroming. Gespeeld met instrumentarium uit de tachtiger jaren, doet de muziek denken aan bijvoorbeeld die van Vladimir Ussachevski.
Het album wordt gezien als voortzetting van de twee voorgaande albums Soil Festivities en Mask waarbij steeds meer franje uit de muziek wordt gehaald. Zo heeft Soil Festivities nog ritme door het gebruik van sequencers, bij Mask ontbreekt dit al. Met Invisible Connections gaat Vangelis nog een stap verder. Alles wat met standaardmuziek te maken heeft, is weggelaten. Wat dat betreft is er een gelijkenis met muziek van de Tweede Weense School, waarbij alle franje in de romantische muziek werd weggesneden en alleen nog het frame overbleef.
De muziek op zich is verontrustend, maar dat komt grotendeels ook door het ontbreken van melodie, maat en ritme. De donkere kleuring komt verder voor rekening van het gebruikte instrumentarium zoals (al dan niet gesamplede) tamtam en gongs. De laatste track klinkt dusdanig duister dat deze ingedeeld zou kunnen worden bij het genre ambient industrial.
Het album stelde liefhebbers van de muziek van Vangelis ook voor het probleem "past dit album in het rijtje van Vangelis?". De website gewijd aan de muziek van Vangelis (niet gerund door Vangelis zelf) vindt dit album best misbaar in de collectie, maar liefhebbers van oude en experimentele elektronische muziek zullen mogelijk weer alleen dit album van Vangelis willen hebben.

## Tracklist
| Nr. | Titel                 | Duur  |
| --- | --------------------- | ----- |
| 1.  | Invisible Connections | 18:30 |
| 2.  | Atom Blaster          | 7:42  |
| 3.  | Thermo Vision         | 13:19 |

## Trivia
- Het album is niet meer te vinden op de site van Deutsche Grammophon. (12.09.2010)
- Overigens wordt vaak gesteld dat Mask Vangelis' laatste album voor Polydor was; Deutsche Grammophon was echter ten tijde van persing het 'klassieke' broertje van Polydor.